# Lesk (województwo warmińsko-mazurskie)
Lesk – osada w Polsce położona w województwie warmińsko-mazurskim, w powiecie oleckim, w gminie Olecko. Miejscowość leży częściowo w granicach administracyjnych Olecka (osiedle Lesk).
W latach 1975–1998 wieś administracyjnie należała do województwa suwalskiego.